# Juhan-Kaspar Jürna
Juhan-Kaspar Jürna (ur. 27 grudnia 1931 w Tartu, zm. 24 października 1982 w Tallinie) – dziennikarz i polityk Estońskiej SRR.

## Życiorys
Do 1949 uczył się w seminarium nauczycielskim/instytucie nauczycielskim w Tallinie, gdzie był organizatorem komsomolskim, w 1949 został instruktorem Wydziału Propagandy i Agitacji KC Komsomołu Estonii, 1949-1950 był I sekretarzem rejonowego komitetu Komsomołu w Tallinie. W latach 1950–1952 był sekretarzem KC Komsomołu Estonii ds. propagandy i agitacji i jednocześnie słuchaczem Centralnej Szkoły Komsomolskiej przy KC Komsomołu, w 1951 został członkiem WKP(b), 1953-1955 redagował gazetę "Säde" ("Iskra"). W latach 1955–1959 był sekretarzem KC Komsomołu Estonii ds. pracy wśród młodzieży i pionierów, 1959-1961 redaktorem odpowiedzialnym gazety "Noоrte Hääl" ("Głos Młodzieży"), a od 1961 do września 1971 redaktorem odpowiedzialnym gazety "Sowietskaja Estonija". Od 29 września 1961 do 28 stycznia 1981 był członkiem KC KPE, od 29 września 1961 do 7 grudnia 1962 zastępcą członka Biura KC KPE, a od 28 września 1971 do 5 czerwca 1973 kierownikiem Wydziału Kontaktów Międzynarodowych KC KPE. Od 8 czerwca 1973 do 23 listopada 1978 był ministrem kultury Estońskiej SRR, potem przeszedł na emeryturę, mimo to od 1979 do końca życia pełnił funkcję sekretarza odpowiedzialnego Estońskiego Republikańskiego Komitetu Obrońców Pokoju. W 1962 został odznaczony Orderem Czerwonego Sztandaru Pracy.